# Kalmus
Kalmus (en rus: Кальмус) és un poble de l'óblast de Leningrad, a Rússia, que el 2017 tenia 45 habitants. Fou anomenat en honor de Tido Kalmus, un activista local assassinat per kulaks el 31 d'octubre del 1930.